# Kozojedy (district de Plzeň-Nord)
Pour les articles homonymes, voir Kozojedy.
Kozojedy (en allemand : Kozojed) est une commune du district de Plzeň-Nord, dans la région de Plzeň, en République tchèque. Sa population s'élevait à 593 habitants en 2022.

## Géographie
Kozojedy se trouve à 11 km à l'est de Plasy, à 25 km au nord-nord-est de Plzeň et à 67 km à l'ouest-sud-ouest de Prague.
La commune est limitée par Výrov et Kožlany au nord, par Bohy, Bujesily et Liblín à l'est, par Němčovice et Dobříč au sud, et par Koryta, Dolní Hradiště, Kočín et Kopidlo à l'ouest.

## Histoire
La première mention écrite de la localité date de 1352.

## Administration
La commune se compose de cinq sections :
- Borek u Kozojed
- Břízsko
- Kozojedy u Kralovic
- Lednice
- Robčice

## Galerie

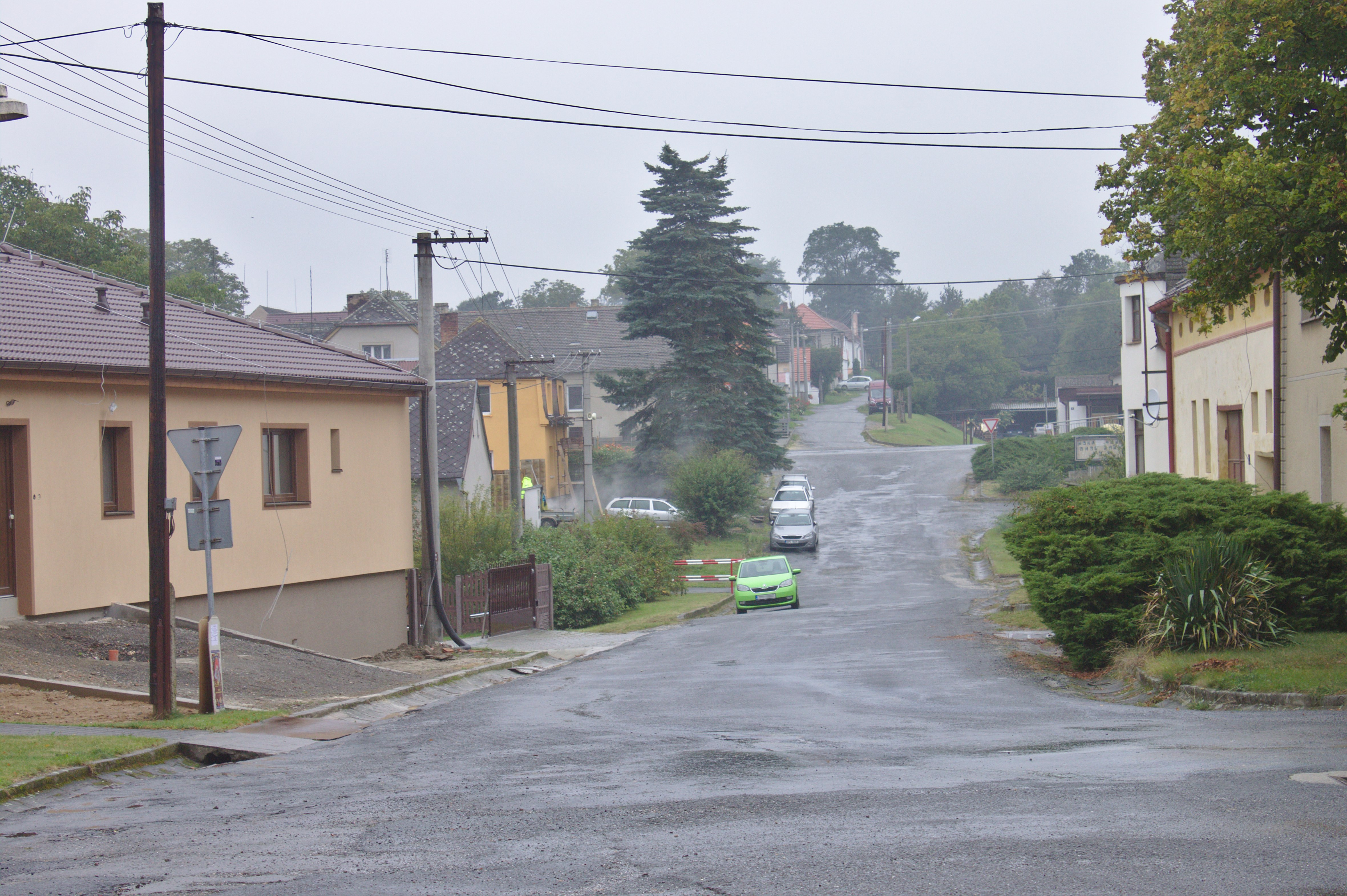
Une rue de Kozojedy.
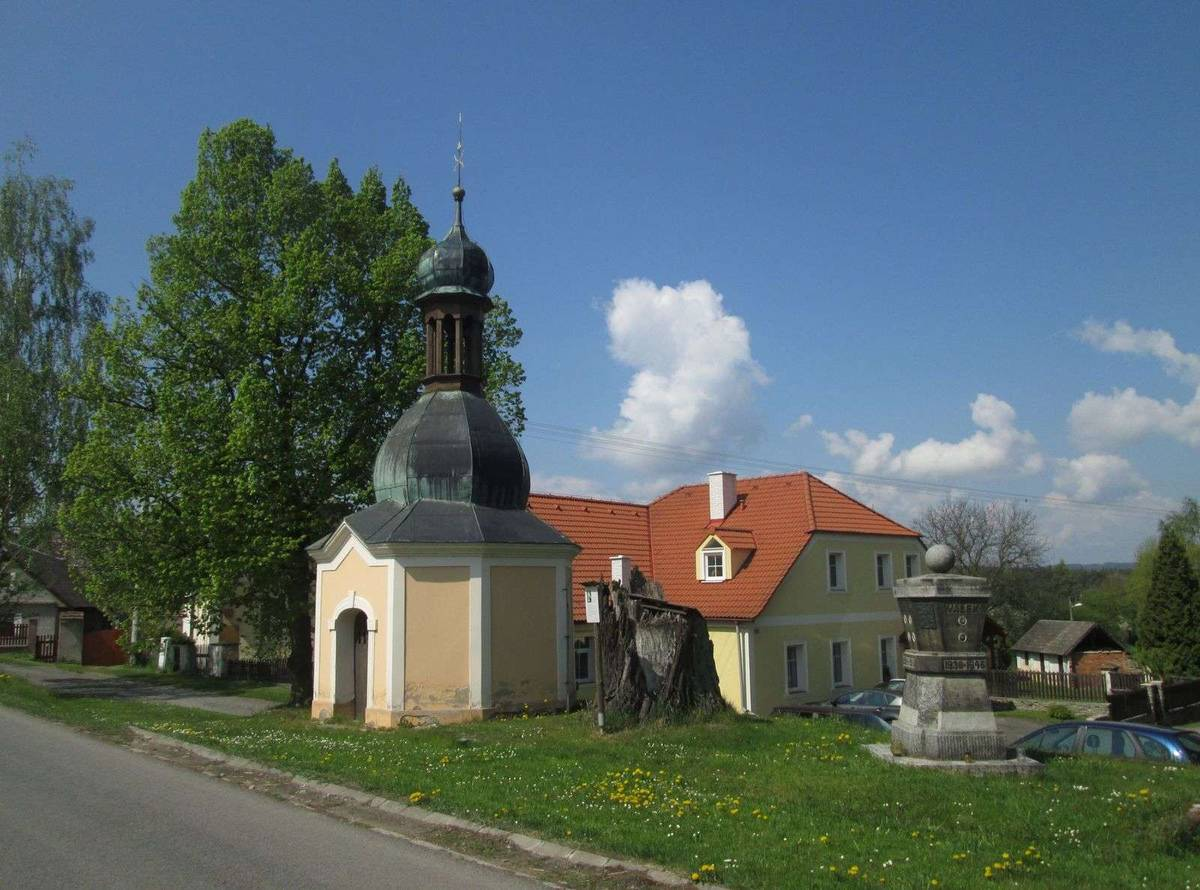
Chapelle à Břízsko.

## Transports
Par la route, Kozojedy se trouve à 8 km du centre de Kralovice, à 31 km de Plzeň et à 88 km de Prague. 